# Pueblo Nuevo, Villa del Carbón
Pueblo Nuevo är en ort i Mexiko.   Den ligger i kommunen Villa del Carbón och delstaten Mexiko, i den sydöstra delen av landet, 60 km nordväst om huvudstaden Mexico City. Pueblo Nuevo ligger 2 818 meter över havet och antalet invånare är 5 170.
Terrängen runt Pueblo Nuevo är kuperad österut, men västerut är den platt. Terrängen runt Pueblo Nuevo sluttar västerut. Runt Pueblo Nuevo är det ganska tätbefolkat, med 139 invånare per kvadratkilometer. Närmaste större samhälle är San Bartolo del Llano, 16,6 km sydväst om Pueblo Nuevo. I omgivningarna runt Pueblo Nuevo växer i huvudsak blandskog.